# Reator A1W
O reator A1W é um protótipo reator nculear utilizado pela Marinha dos Estados Unidos para fornecergeração de eletricidade e propulsão em navios de guerra. A designação A1W significa:
- A = reator utilizado em porta-aviões
- 1 = Primeira geração de reator projetado pelo contratante
- W = Westinghouse, o designer contratado

## História
O reator foi um reator naval construído pela Westinghouse Electric Corporation, instalado no Naval Reactors Facility no deserto no Idaho National Engineering Laboratory perto de Arco, Idaho. Ele operou pela primeira vez em outubro de 1958. Esta usina consistia de dois reatores, A1W-A e A1W-B, operados em conjunto de modo que o vapor produzido por ambos os reatores fosse utilizado para alimentar uma turbina ligada a um eixo de acionamento; a temperatura de resfriamento do sistema variava entre 274 °C e 285 °C.Uma vez que a finalidade do protótipo A1W protótipo foi simular a USS Enterprise no mar também foi possível desviar o vapor para dois "condensadores de despejo" simulando o lançamento de aeronaves. Além disso, a eletricidade gerada pelo Motor Principal foi dissipada por imersão de três eletrodos em uma piscina de água. Isso foi feito para simular carga. No início da década de 1970 o A1W-B do núcleo foi substituído com 1/4 do reator do USS Nimitz para testá-lo.
Este reator nuclear foi o protótipo para do reator A2W utilizado no primeiro porta-aviões propelido por energia nuclear do mundo, o  USS Enterprise (CVN-65).
O protótipo A1W  foi utilizado para treinar marinheiros qualificados para navios propelidos por energia nuclear por quase 34 anos, até que as atividades da instalação foram encerrados no dia 26 de janeiro de 1994.